# Trae tha Truth
Trae tha Truth, de son vrai nom Frasier Thompson III, né le 3 juillet 1980 à Houston, dans le Texas, est un rappeur américain. Avec son cousin Z-Ro, il fait partie du collectif Screwed Up Click. Trae, Z-Ro et Dougie D, un autre cousin de Trae, sont les membres fondateurs du groupe Guerilla Maab. Avec Z-Ro, il forme également le duo Assholes by Nature (ABN),.

## Biographie
Frasier est né le 3 juillet 1980 à Houston, dans le Texas. Trae tha Truth commence à se faire un nom sur la scène hip-hop de Houston en 1998 en participant à l'album Look What You Did to Me de Z-Ro. En 2003, il lance sa carrière solo avec la publication de son premier album Losing Composure. Il publie d'autres albums comme Same Thing Different Day en 2004, Restless en 2006, et Life Goes On en 2007. Trae tha Truth collabore également avec Chamillionaire sur la série de mixtapes Mixtape Messiah. 
Trae tha Truth s'implique dans une altercation avec le rappeur Mike Jones aux Ozone Awards de 2008. Les deux rappeurs s'excuseront peu après. En 2012, la musique de Trae tha Truth aurait été bannie de la chaîne de radio locale 97.9 The Boxx.
Après avoir créé le buzz sur Internet et dans la rue, T.I. annonce en mars 2012 avoir signé Trae tha Truth à son label Grand Hustle Records. Le 8 octobre 2012, Trae participe aux BET Hip Hop Awards, aux côtés de ses collègues de Grand Hustle Iggy Azalea, B.o.B, Chip et T.I..
Le 20 juin 2012, Trae tha Truth est blessé à l'épaule lors d'une performance à 9850 Westpark Drive, à Houston, Texas. Son ami, Carlos Durell « Dinky D » Dorsey, meurt sur scène, en même temps qu'Erica Rochelle Dotson, 30 ans, et Coy « Poppa C » Thompson. 20 balles ont été tirées,.
Trae tha Truth explique, lors d'un entretien avec MTV en décembre 2012 avoir été laissé à l'hôpital gisant le sang. Selon ses termes, il explique : « On m'a pas filé de bandage, ou de pansement, on m'a même pas extrait la balle. »
Le 4 juillet 2012, un suspect, Feanyichi Ezekwesi Uvukansi, est appréhendé et jugé pour meurtre aggravé après l'incident,,. Le 25 novembre 2013, Trae publie une mixtape intitulée I Am King, à la mémoire de Dominic « Money Clip D » Brown,,.

## Discographie

### Albums studio
- 2003 : Losing Composure
- 2004 : Same Thing Different Day
- 2006 : Restless
- 2007 : Life Goes on
- 2008 : The Beginning
- 2009 : The Diary
- 2011 : Street King
- 2015 : Tha Truth
- 2016 : Tha Truth Pt. 2
- 2017 : Tha Truth Pt. 3
- 2018 : Hometown Hero
- 2019 : Exhale
- 2022 : Truth Season: The United Sheets of America
- 2023 : Stuck in Motion

### Singles
- 2004 : Let Me Live My Life (feat. Z-Ro & Shyna)
- 2006 : Swang (feat. Fat Pat & Big Hawk)
- 2006 : No Help (feat. Z-Ro)
- 2006 : In the Hood (feat. Yung Joc & Big Pokey)
- 2007 : Screwed Up (feat. Lil Wayne)
- 2009 : Not my Time (feat. Lynzie Kent)